# Džūkste
Džūkste (deutsch Siuxt) ist der Hauptort der gleichnamigen Gemeinde Džūkstes pagasts im Bezirk Tukums in Lettland.

## Lage
Džūkste liegt an der Mündung des Baches Kundziņu in den Fluss Džukste, 29 km vom Bezirkszentrum Tukums und 66 km von Riga entfernt. Das Dorf liegt an der Kreuzung der Staatsstraßen 2. Ordnung V1450 (Lancenieki–Džukste–Lestene), V1451 (Irbes–Džukste), V1452 (Džukste–Irlava–Jaunsati) und V1453 (Pravinas–Džukste) sowie an der nur noch für Güterverkehr genutzten Bahnstrecke Tukums II–Jelgava.

## Geschichte

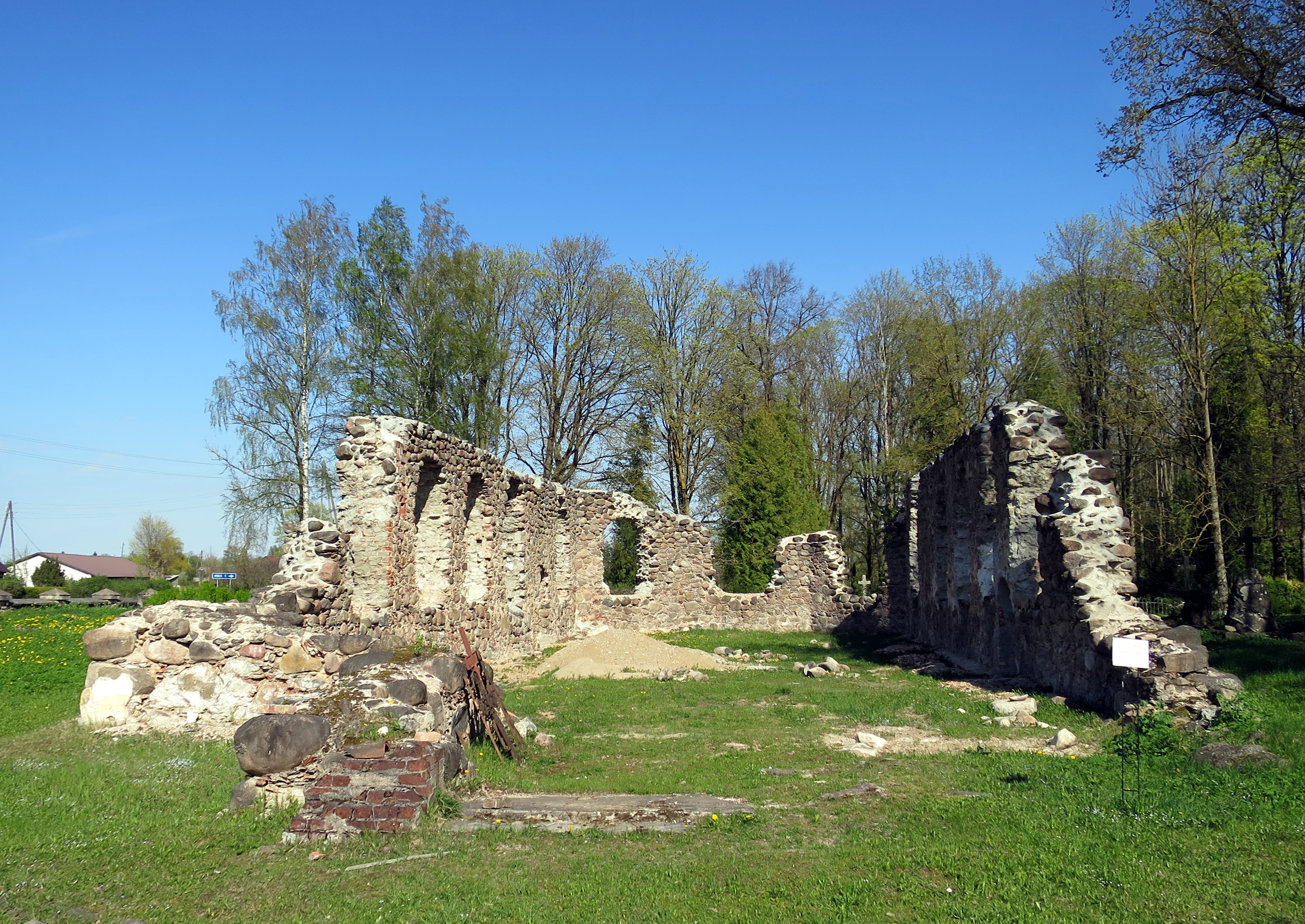
Ruine der 1944/45 zerstörten Kirche in Siuxt (2016)

Die Siedlung entstand in der Nähe des Gutes Siuxt, wo im Rahmen des Kirchbauprogramms von Herzog Gotthard Kettler von Kurland eine lutherische Kirche mit Pastorat erbaut wurde. Das Pfarramt in Siuxt/Džūkste hatten von 1772 bis 1906 vier Generationen der Familie (von) Wilpert inne. Später kam ein Wirtshaus und 1860 ein Gemeindehaus dazu. Im Jahr 1931 wurde Džukste der Status eines dicht besiedelten Ortes (Dorfes) verliehen. 
Der Ort lag in der Endphase des Zweiten Weltkriegs im Kurland-Kessel und wurde im Zuge der Dritten Kurlandschlacht stark zerstört. In der Dorfmitte erinnert ein Denkmal an die Weihnachtsschlacht 1944. Die deutsche 290. Infanterie-Division legte in Siuxt einen Divisionsfriedhof an, auf dem ca. 400 Bestattungen vorgenommen wurden. 1996 konnte der Volksbund Deutsche Kriegsgräberfürsorge den erhaltenen Rest der Anlage mit ca. 150 Gräbern restaurieren.
In Đžukste gibt es heute eine gemeinsame Verwaltung der Gemeinden Slampe und Đžukste, eine Grundschule, ein Kulturzentrum, eine Bibliothek und ein Postamt.
In die Ruine der Kirche wurde ein Neubau integriert.

## Persönlichkeiten
- Christian Georg Wilpert (1742–1813), Pastor in Siuxt von 1772 bis 1813
- Carl Ludwig Wilpert (1785–1861), Assistent seines Vaters ab 1808, Pastor in Siuxt 1813–1849, Generalsuperintendent von Kurland
- Gustav Wilpert (1795–1851), Jurist
- James von Wilpert (1835–1926), deutschbaltischer Arzt, medizinischer Schriftsteller
- Victor von Wilpert (1861–1936), deutschbaltischer Lehrer und Historiker
- Richard von Wilpert (1862–1918), deutschbaltischer Lehrer und Schriftsteller
- Wilhelm Gilbert (1868–1919), Pastor in Siuxt ab 1907, ermordet